# Nymphon hadale
Nymphon hadale is een zeespin uit de familie Nymphonidae. De soort behoort tot het geslacht Nymphon. Nymphon hadale werd in 1982 voor het eerst wetenschappelijk beschreven door Child. 